# Detlev Szymanek
Detlev Szymanek (* 16. April 1954 in Berlin) ist ein ehemaliger deutscher Fußballspieler.

## Spielerkarriere
Detlev Szymanek tat seine ersten Schritte im Profifußball 1972 bei Blau-Weiß 90 Berlin, für das er zuvor auch schon in der Jugend gespielt hatte. Mit Blau-Weiß gewann er umgehend die Regionalliga Berlin. In der Aufstiegsrunde zur 1. Bundesliga konnten die Berliner jedoch mit der Konkurrenz nicht mithalten und verloren von acht Partien sieben Stück. In der darauf folgenden Saison verfehlte Szymanek mit seinem Verein hinter Tennis Borussia Berlin und Wacker 04 Berlin deutlich die erneute Teilnahme an der Aufstiegsrunde.
1975 durfte Szymanek dann doch in der 1. Liga auflaufen, da er zuvor auf Wunsch von Dettmar Cramer zum Ortsrivalen Hertha BSC gewechselt war. Sein Debüt gab er am 18. Spieltag der Saison 1974/75, als er in der Partie bei Fortuna Düsseldorf nach 75 Minuten für Lorenz Horr eingewechselt wurde. Und schon bei seinem zweiten Einsatz bei Kickers Offenbach traf Szymanek erstmals in der Bundesliga. Jedoch nutzte sein Führungstreffer nichts, denn am Ende gewannen die Offenbacher mit 3:1. Am Saisonende konnte Szymanek sich über die Vize-Meisterschaft der Alten Dame freuen. Die anschließende Saison verlief weniger erfolgreich und wurde von Hertha auf Platz 11 beendet. Am letzten Spieltag gelang Szymanek das Kunststück, bei der 4:7-Niederlage beim FC Bayern München gegen Sepp Maier drei Treffer in sieben Minuten zu erzielen, was davor und danach keinem Spieler mehr gelang. Die Saison 1976/77 begann Szymanek zunächst noch in Diensten von Hertha BSC, bevor er im Herbst 1976 zu Fortuna Düsseldorf wechselte.
In Düsseldorf wohnte Szymanek am Anfang zusammen mit Rudi Bommer in einem Apartment auf dem Vereinsgelände der Fortuna. Unter Trainer Dietrich Weise stieg er zum Stammspieler auf und wurde zusammen mit Wolfgang Seel mit neun Treffern bester vereinsinterner Torschütze. Am Ende lag Düsseldorf wie in der Vorsaison auf Platz 12. Zum Auftakt der Spielzeit 1977/78 gelang Szymanek auf Anhieb ein Treffer beim 5:1-Derbyerfolg gegen den 1. FC Köln. In der Folgezeit verlor er jedoch seinen Stammplatz und absolvierte insgesamt nur zwölf Partien. Für den Verein lief die Saison dagegen erfolgreich und am Ende sprangen ein 5. Platz und der Einzug ins DFB-Pokal-Finale, welches gegen den Double-Gewinner Köln mit 0:2 verloren wurde, heraus. 1978/79 schien sich die Situation für Detlev Szymanek nicht zu verbessern, woraufhin er im Oktober 1978 zum 1. FC Nürnberg wechselte.
Unter Werner Kern stand Szymanek umgehend in der Stammelf, verletzte sich aber schon nach drei Spielen in der Partie gegen Borussia Dortmund so schwer, dass er bis Dezember ausfiel. Seine Rückkehr fiel mit dem Trainer-Debüt vom Robert Gebhardt bei den Franken zusammen. Obwohl Gebhardt der wohl größte Kritiker Szymaneks war, mauserte dieser sich mit fünf Treffern zum besten Saisontorschützen. Den Absturz in die Zweitklassigkeit konnte Szymanek dennoch nicht verhindern. Auch wenn Szymanek in der Saison 1979/80 sieben Treffer erzielte, konnte er nicht zufrieden sein, da er sich im Angriff hinter Herbert Heidenreich und Jürgen Täuber einreihen musste. Auch nach dem geglückten Wiederaufstieg verbesserte sich Szymaneks Situation nicht. So wurde er in den ersten elf Saisonspielen lediglich fünfmal in der Schlussphase eingewechselt.
So entschied Detlev Szymanek sich im Oktober 1980 zum Ligarivalen FC Schalke 04 zu wechseln, was aber nicht von Glück begleitet wurde. Während sein ehemaliger Verein Nürnberg die Klasse hielt, mussten die Gelsenkirchener am Saisonende absteigen. 1982 gelang den Schalkern der sofortige Wiederaufstieg. Szymanek spielte unter Trainer Sigfried Held jedoch nur eine untergeordnete Rolle und entschied sich, nach der Saison den Verein zu verlassen.
Also heuerte er 1982 bei Rot-Weiß Oberhausen an, der in der drittklassigen Oberliga Nordrhein spielte. Da er bei RWO nur zu vier Einsätzen kam, wechselte er 1983 zum Wuppertaler SV. Die Saison 1982/83 schloss der WSV auf einem Mittelfeld-Platz ab. Nachdem der Verein 1984 hinter dem 1. FC Bocholt und Viktoria Köln den geplanten Aufstieg verfehlt hatte, verließ Detlev Szymanek Wuppertal wieder und spielte ab 1985 für zwei Saisons beim Salzburger AK. In der österreichischen Bundesliga kam er in der Saison 1985/86 zu acht Bundesligaeinsätzen, in denen er drei Tore schoss.
Zum Abschluss seiner Spielerkarriere kehrte Detlev Szymanek 1985 in seine Geburtsstadt zurück, wo er nach einer Saison 1988 seine Karriere bei Hertha 03 Zehlendorf beendete.

## Privates
Detlev Szymanek besitzt eine kaufmännische Ausbildung. Nach Beendigung seiner aktiven Laufbahn absolvierte er eine Trainee-Zeit in einem Finanzunternehmen und spezialisierte sich anschließend auf die Beratung und Umsetzung des besonderen Versicherungsbedarf im Profifußball.

## Erfolge
- Berliner Meister: 1973 (Blau-Weiß)
- Aufstieg in die 1. Bundesliga: 1980 (Nürnberg), 1982 (Schalke)